# 1. Landungsgeschwader / Landungsbootgruppe
Das 1. Landungsgeschwader (1. LG), später Landungsbootgruppe, war ein Verband der Bundesmarine und Teil der Amphibischen Gruppe (AmphGrp).

## Geschichte
Das Geschwader wurde am 1. Oktober 1965 in Wilhelmshaven aufgestellt (Aufstellungsbefehl Nr. 139 -Marine- vom 19. August 1965). Ein Kommandeur wurde erst zum 1. April 1966 ernannt.
Dem 1. Landungsgeschwader liefen 1966 zunächst zehn Mehrzwecklandungsboote der Barbe-Klasse (Klasse 520) zu. Nach Aufnahme der sechs Einheiten der Eidechse- und der Natter-Klasse des Ende März 1968 aufgelösten 2. Landungsgeschwaders verlegte das Geschwader am 1. Juli 1968 nach Borkum (Ergänzung 2 / 68 zum Aufstellungsbefehl Nr. 139 -Marine- vom 18. April 1968).
Dort wurden diese größeren Einheiten zwischen 1969 und 1973 außer Dienst gestellt und wieder abgegeben. Dafür erhielt das Geschwader 1973 sieben weitere Boote der Barbe-Klasse aus der Reserveflottille.
Im März 1977 wurde das 1. Landungsgeschwader in den Stützpunkt Kiel-Stickenhörn verlegt (Ergänzung 1 / 76 zum Aufstellungsbefehl Nr. 139 -Marine- vom 17. Mai 1976) und am 8. März 1978 in Landungsbootgruppe umbenannt, deren Stab in den der AmphGrp integriert wurde. Der Kommandeur Landungsgeschwader fungierte in Personalunion als Stabsoffizier Operation (S3) und stv. Kommandeur AmphGrp.
Angesichts der zwischenzeitlich gänzlich veränderten strategischen Lage wurde die Amphibische Gruppe und die Landungsbootgruppe zum 30. September 1993 aufgelöst (Organisations-Änderung Nr. 1 / 92 -Marine- für den Aufstellungsbefehl Nr. 227 -Marine- vom 3. April 1992).
Die verbliebenen Landungsboote erfuhren unterschiedliche Unterstellungen und waren im Stützpunkt Eckernförde (Kranzfelder-Hafen) stationiert.
Die Marineunteroffizierschule in Plön widmet sich der Traditionspflege der Landungsboote durch Ausstellung früherer Ausstattungsgegenstände (unter anderem Schiffsglocken), Benennung und Kennzeichnung der Gebäude mit Namenstafeln der Landungsboote und einem Schwerpunkt in der wehrgeschichtlichen Sammlung am Ort.

## Aufgaben
Die Aufgabe der amphibischen Einheiten war vor allem die Mitwirkung bei der Sicherung der Ostseezugänge.
Diese Aufgabe in den „Baltic Approaches“ (BALTAP) erforderte ein hohes Maß an operativer Flexibilität. Die Verteidigung der dänischen und der deutschen Ostseeküste einschließlich der zahlreichen vorgelagerten Inseln setzte die schnelle Verlegbarkeit von Landstreitkräften vom Festland auf die Inseln bzw. von Insel zu Insel voraus. Eine Aufgabe im NATO-Verbund, für die die amphibischen Truppen bestens gerüstet waren. Sie transportierten nicht nur deutsches Heeresmaterial, sondern auch dänische M41 oder britische 'Centurion'-Kampfpanzer.
Für weiter reichende amphibische Operation wie z. B. Kampflandungen war das Landungsgeschwader nicht gerüstet; solche gehörten folgerichtig auch nicht zu seinen Aufgaben.
An Übungen zur Unterstützung des über die Nordsee ankommenden Nachschubs bei Ausfall der großen Seehäfen nahm das Landungsgeschwader nur bedingt teil. Hier war eine wesentliche Aufgabe des Transport- und Umschlagsbataillons zu sehen.
Der frühere Inspekteur der Marine, Vizeadmiral Gert Jeschonnek, drückt die Aufgabenbeschreibung so aus: „Ursprünglich hatte die Marine – in Übereinstimmung mit den damals gültigen NATO-Forderungen – vorgesehen, einen größeren Landungsverband aufzustellen.“ Von den Vorstellungen sei angesichts negativer öffentlicher Diskussion über die Notwendigkeit angesichts des Einsatzgebiets der deutschen Marine abgerückt worden.

## Organisation
Die 17 Mehrzwecklandungsboote (MZL) bildeten den Bestand des 1. Landungsgeschwaders/der Landungsbootgruppe bis zur Außerdienststellung. Das Geschwader gliederte sich in den Stab und zunächst drei (zu zweimal 6 und einmal 5 Booten), später vier Divisionen (zu einmal 5 und dreimal 4 Booten). Divisionschef (auch Disziplinarvorgesetzter – Kompanie-Ebene) und Kommandant des jeweiligen Führerboots war ein Kapitänleutnant, die übrigen Boote wurden i. d. R. von Unteroffizieren mit Portepee geführt.

### Kommandeure
| Nr. | Dienstgrad                        | Name                   | von        | bis        | Bemerkungen |
| --- | --------------------------------- | ---------------------- | ---------- | ---------- | --- |
| 1   | Korvettenkapitän                  | Fritz Daniel           | 01.04.1966 | 30.09.1967 | 1. Landungsgeschwader |
| 2   | Fregattenkapitän                  | Curt Jobst             | 01.10.1967 | 31.03.1968 | 1. Landungsgeschwader; mit der Wahrnehmung der Geschäfte beauftragt                                                                    |
| 3   | Korvettenkapitän/Fregattenkapitän | Werner Gies            | 01.04.1968 | 31.03.1971 | 1. Landungsgeschwader; 1976 bis 1982 als Kapitän zur See Kommandeur Amphibische Gruppe                                                 |
| 4   | Fregattenkapitän                  | Hagen von Holtzendorff | 01.04.1971 | 30.09.1972 | 1. Landungsgeschwader; vormals Kommandant eines LSM; humorvoll wurde von ihm gerne als „Hotzenplotz“ gesprochen                        |
| 5   | Fregattenkapitän                  | Bernhard Otte          | 01.04.1972 | 31.03.1975 | 1. Landungsgeschwader |
| 6   | Fregattenkapitän                  | Heyko Buss             | 01.04.1975 | 31.08.1977 | 1. Landungsgeschwader |
| 7   | Fregattenkapitän                  | Klaus Ludwig           | 01.09.1977 | 31.03.1978 | 1. Landungsgeschwader |
| 8   | Fregattenkapitän                  | Klaus Ludwig           | 01.04.1978 | 31.03.1982 | Landungsbootgruppe |
| 9   | Fregattenkapitän                  | Hans-Dietrich Karich   | 01.04.1982 | 1987       | Landungsbootgruppe; vormals S3 des 1. Landungsgeschwaders gewesen                                                                      |
| 10  | Fregattenkapitän                  | H. E. Dietrich         | 1987       | 1989       | Landungsbootgruppe |
| 11  | Fregattenkapitän                  | K. F. Albers           | 1989       | 1991       | Landungsbootgruppe |
| 12  | Korvettenkapitän                  | Hartmut Gieche         | 1991       | 1992       | Landungsbootgruppe; direkt zuvor S3 Landungsbootgruppe gewesen                                                                         |
| 13  | Korvettenkapitän                  | Dietrich Macholl       | 1992       | Auflösung  | Landungsbootgruppe; vormals als Kapitänleutnant Divisionsführer 3. Division und Kommandant MZL SCHLEI im 1. Landungsgeschwader gewesen |

### Stab
| Sachgebiet              | Kürzel | geführt durch Dienstgrad                                           | zugehörig                                                           |
| ----------------------- | ------ | ------------------------------------------------------------------ | ------------------------------------------------------------------- |
| Personal                | S1     | Kapitänleutnant                                                    | Wachtmeister, Schreibstube                                          |
| Militärische Sicherheit | S2     | Oberleutnant zur See                                               |                                                                     |
| Einsatz und Ausbildung  | S3     | Korvettenkapitän (auch stellvertretender Kommandeur)               | Lagezimmer mit Geschwadersteuermann (Hauptbootsmann), Signalmeister |
| Versorgung              | S4     | Kapitänleutnant                                                    | Proviantmeister, Rechnungsführer                                    |
| Schiffstechnik          | SST    | Kapitänleutnant                                                    | Motorenmeister                                                      |
| Truppenarzt             |        | Stabsarzt                                                          | Sanitätsmeister (San)                                               |
| Truppenverwaltung       | TVB    | Regierungsoberinspektor (ziviler Truppenverwaltungsbeamter A9/A10) |                                                                     |

### Divisionsgliederung

#### Vor der Umstrukturierung
|                     | 1. Division | 2. Division | 3. Division |
| ------------------- | ----------- | ----------- | ----------- |
| Divisionsführerboot | MZL DELPHIN | MZL FLUNDER | MZL SCHLEI  |
|                     | MZL DORSCH  | MZL KARPFEN | MZL WELS    |
|                     | MZL FORELLE | MZL ROCHEN  | MZL STÖR    |
|                     | MZL BARBE   | MZL LACHS   | MZL TÜMMLER |
|                     | MZL MAKRELE | MZL PLÖTZE  | MZL ZANDER  |
|                     | MZL MURÄNE  | MZL FELCHEN |             |

#### Nach der Umstrukturierung
|                     | 1. Division | 2. Division | 3. Division | 4. Division |
| ------------------- | ----------- | ----------- | ----------- | ----------- |
| Divisionsführerboot | MZL DELPHIN | MZL FLUNDER | MZL SCHLEI  | MZL ZANDER  |
|                     | MZL BARBE   | MZL KARPFEN | MZL STÖR    | MZL ROCHEN  |
|                     | MZL DORSCH  | MZL LACHS   | MZL TÜMMLER | MZL MAKRELE |
|                     | MZL FELCHEN | MZL PLÖTZE  | MZL WELS    | MZL MURÄNE  |
|                     | MZL FORELLE |             |             |             |

Als Besonderheiten sind zu erwähnen:
MZL DELPHIN war Kommandeursboot. Die Viermannskammer war als Kommandeurskammer ausgebaut.
MZL FELCHEN war Arztboot. Die Viermannskammer war als Kammer für den Geschwaderarzt ausgestattet.

## Ausrüstung

### Barbe-Klasse (Landungsboot Klasse 520)

#### Geschichte
Die 1965–1966 bei den Howaldtswerken in Hamburg gebauten 22 Mehrzwecklandungsboote der Barbe-Klasse (MZL Klasse 520, ursprünglich MZL 63) entsprachen dem US-Typ Landing Craft, Utility (LCU). Sie erhielten Namen von Fischen (Ausnahme: Delphin und Tümmler). Zehn von ihnen bildeten zunächst den Kern des 1. Landungsgeschwaders, andere wurden dem 2. Landungsgeschwader und der Strandmeisterkompanie zugeteilt. Zehn Boote waren zeitweilig als Teil der Reserveflottille in Wilhelmshaven eingemottet, innerhalb derer sie als Transportgeschwader geführt wurden.
1972–1973 wurden alle Boote bis auf Renke und Salm reaktiviert. Letztere verblieben im Marinearsenal Wilhelmshaven. Von den übrigen Booten gehörten 17 zum 1. Landungsgeschwader, zwei Boote zur Strandmeisterkompanie (offizielle Bezeichnung: Strandmeisterlandungsboote) und Inger diente als Schulboot der Seemannschaftslehrgruppe in Borkum.

#### Technische Möglichkeiten und Änderungen

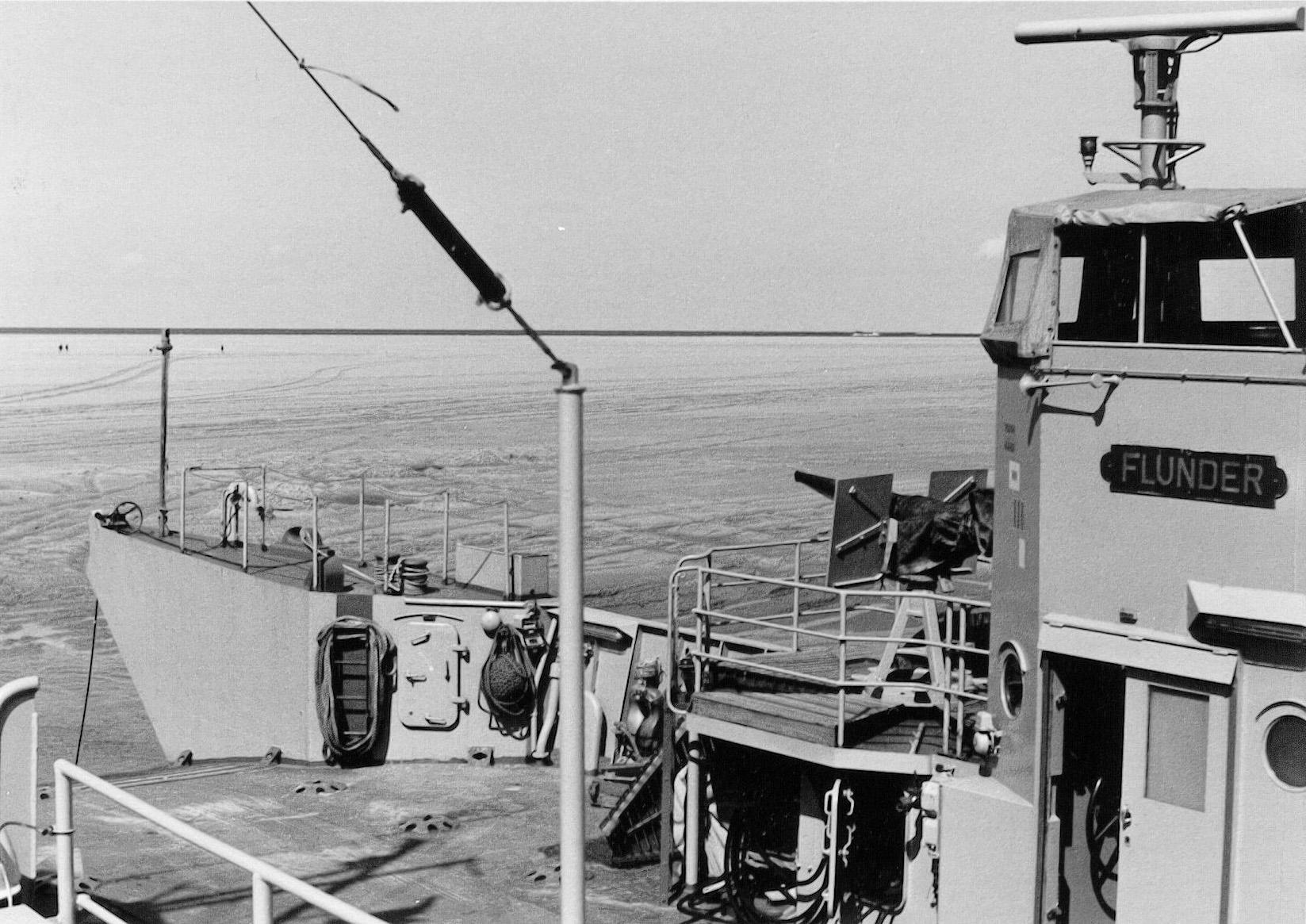
MZL Flunder L760 noch mit offener Brücke

Entscheidendes Erfordernis für die Zweckerfüllung war der geringe Tiefgang der MZL (vorn 1,59 m, Mitte 1,80 m, achtern 2,01 m). Anhand von insgesamt 3 Ballastwasserzellen mit rund 50 to. Volumen konnte ein Ausgleich nach Beladung bzw. Entladung hergestellt werden. Dieses war besonders bei der Beladung bedeutsam: Es galt, neben dem Lenzen der Ballastwasserzellen, das Boot teilweise vom Strand zurückzuziehen, ohne aber freizukommen. Ferner konnten kleinere amphibische Fahrzeuge der Strandmeisterkompanie gerufen werden, um das voll beladene Boot vom Strand abzuziehen. Die Boote hatten eine Zuladung von etwa 140 t und konnten drei bis vier größere Fahrzeuge oder Panzer transportieren.
Im Rahmen der planmäßigen Werftliegezeiten des Jahres 1973 erhielten die Boote eine geschlossene Brücke. Bis dahin war die über Steuerstand/Funkraum vorn in den Aufbauten an Steuerbordseite der Boote gelegene Brücke offen (mit der Möglichkeit, bei schlechtem Wetter eine Persenning zu zurren).

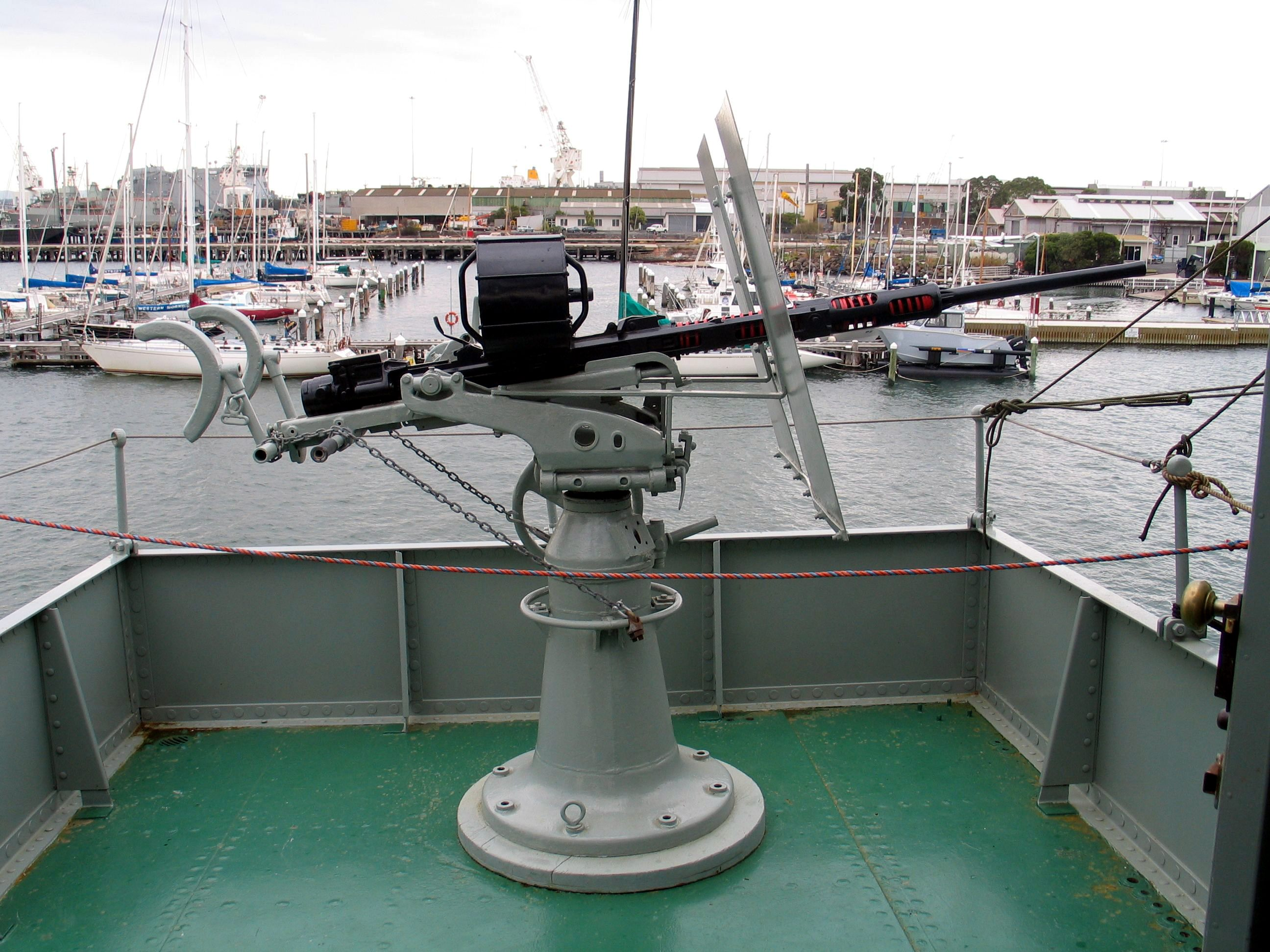
20-mm-Oerlikon-Kanone (hier auf HMAS Castlemaine)

Als Bewaffnung trugen sie eine, später zwei 20-mm-Oerlikon-Kanone als Flak.
Die maximal von den beiden Antriebsdieselmotoren (1.020 PS/750 kW) vermittels zweier Propeller zu erzielende Geschwindigkeit von 12 kn (Knoten) musste wegen immer häufiger auftretenden Lagerschäden der Wellen zunächst in den 1970er Jahren auf 11 kn, später sogar auf 10,5 kn gedrosselt werden. Ein Etmal von maximal 240 Seemeilen war gleichwohl nicht zu erzielen, da die Besatzung der MZL für die entscheidenden Positionen (Kommandant, Signalbetrieb, Navigation) im Normalbetrieb keine Ablösungsmöglichkeit vorsah. Nur für den Fall der Mobilmachung war entsprechende Verstärkung vorgesehen.
Die Bunkerkapazität lag bei 87,5 m³ Dieselkraftstoff und reichte für eine Fahrtstrecke von 2.000 sm (bei 10 kn), die deutlich über den vorgenannten Restriktionen lag. Der Frischwasservorrat betrug 9 m³.
Die MZL waren ab zweiter Hälfte der 1970er Jahre auch in der Lage, eine große Zahl von Antiinvasionsminen mitzuführen und zu legen. Das Auslegen der dafür erforderlichen Minenschienen im Ladedeck war zeitaufwendig.
Die 3 (später 4) Divisionsboote verfügten über eine vollumfängliche Fernmeldeausstattung, während diese auf den übrigen („braun“ genannten) Booten nur eingeschränkt vorhanden war.

#### Besatzung
Kommandant (OL/KL auf DivBooten; HB/OB auf „braunen“ Booten)
STB (Schiffstechnischer Bootsmann, auch als „Leitender [Maschinist]“ bezeichnet). Verantwortlich für Schiffstechnik und Leiter des inneren Dienstbetriebs. Oberbootsmann
3 Mannschaftsdienstgrade Antriebstechnik, 1 Mannschaftsdienstgrad Elektro.
Ein Unteroffizier als Seemännische Nr. 1. Obermaat/Maat.
3 Mannschaftsdienstgrade seemännischer (Decks-)Dienst
Ein Unteroffizier (Obermaat/Maat) für die Navigation (Steuermann)
Ein Mann Signaldienst (auf DivBooten Obermaat/Maat; auf braunen Booten Mannschaftsdienstgrad)
Ein Mann Funkdienst (auf DivBooten Obermaat/Maat; auf braunen Booten Mannschaftsdienstgrad)
Ein Unteroffizier als Schiffskoch (Smut; Obermaat/Maat)
Ein Mannschaftsdienstgrad des Bereichs Artilleriedienst
Anmerkungen:
Bis in die 1970er Jahre hinein verfügten die DivBoote zusätzlich über einen Schreibersgasten, da der Kommandant Disziplinarvorgesetzter (Kompanie-Ebene) war und des Öfteren umfangreichere Schreibarbeiten anfielen.
Je nach Personallage der Bundesmarine wurden den Divisionsbooten Offizieranwärter zusätzlich zugeteilt; diese fungierten als Wachoffiziere.

## Ausgewählte Auslandsreisen
Die Einheiten und Verbände der Marine unternehmen Übungen und Ausbildung in außerheimischen Gewässern (ÜAG).
Die Schulschiffe unternahmen Auslandsausbildungsreisen (AAR).
Für das 1. Landungsgeschwader ergaben sich dabei Beschränkungen aufgrund der zahlenmäßig begrenzten Besatzungen und niedrigen Marschgeschwindigkeit der Boote; ferner lag das Einsatzgebiet des Geschwaders in den Ostseezugängen und Übungen in anderen Seegebieten benötigten besondere Begründungen. Repräsentationsmöglichkeiten („Botschafter in blau“) waren jedoch ohne Einschränkungen gegeben.

### 26. Mai bis 11. Juli 1975 Caen/Frankreich
Das gesamte Geschwader (17 MZL) lief in die Normandie. Zunächst wurde der Marinehafen von Den Helder angelaufen. Geankert wurde dann auf der weiteren Hinreise in der Schelde-Mündung, vor Dünkirchen, in der Seine-Bucht und vor der Küste der Normandie bei Arromanches. In der Nacht vom 1. auf den 2. Juni wurde die Schleuse von Ouistreham angelaufen. Das Geschwader traf nach Marsch durch den Canal de Caen am 2. Juni vormittags zu einem Routine Visit in Caen ein. Am 5. Juni wurde die Rückreise angetreten. Geankert wurde auf Reede Dieppe und erneut in der Schelde Mündung. Zuletzt wurde wiederum der Marinestützpunkt Den Helder angelaufen. Die Rückkehr nach Borkum erfolgte am 11. Juni. Die Frankreich Fahrt sollte zunächst nach Paris führen. Im Rahmen der Planung wurde jedoch festgestellt, dass einige Brücken über die Seine nicht genug Raum für die MZL boten. In der Lokalpresse der Normandie wurde der Besuch eines deutschen Landungsgeschwaders am Gedenktag der alliierten Invasion eben dort im Jahr 1944 kritisch gewürdigt.

### 14. bis 29. August 1989 Scheveningen/Niederlande
Die nun in Kiel stationierte, in vier Divisionen gegliederte Landungsbootgruppe marschierte mit allen MZL zunächst durch den Nord-Ostsee-Kanal in die Nordsee nach Den Helder Marinestützpunkt (mit einer Schlafpause an den Dalben vor der Kanalschleuse Brunsbüttel). Durch IJsselmeer und Markermeer laufend wurde Amsterdam angesteuert. Hier teilte sich das Geschwader in zwei Gruppen, die jeweils mit Aufenthalt in Arnheim bzw. Nijmegen auf inländischen Wasserwegen nach Rotterdam liefen. Von dort liefen alle MZL zu einem „Routine Visit“ nach Scheveningen. Die Übung endete mit Rückmarsch über Marinestützpunkt Borkum und durch den Nord-Ostsee-Kanal. Es zeigte sich bei dieser Reise, dass in Seemannschaft und Navigation die Erfahrungen im Tidengewässer der Nordsee weitgehend verloren gegangen waren; ein ungünstiger Nebeneffekt der Stationierung in der Ostsee.

## Patenstädte
1. Division Landungsbootgruppe: Neuß/Rhein
2. Division Landungsbootgruppe: Gladbeck
3. Division Landungsbootgruppe: Zell am Harmersbach:31